# Rumäniens nationalbank
Rumäniens nationalbank (rumänska: Banca Naţională a României, BNR) är Rumäniens centralbank med huvudkontor i landets huvudstad Bukarest. Den grundades i april 1880 och har som uppgift att ansvara för Rumäniens penningpolitik, utfärda sedlar och mynt för valutan leu, ha hand om landets valutareserv samt hanterar växelkursen. Sedan Rumäniens inträde i Europeiska unionen i januari 2007 är BNR en del av det europeiska centralbankssystemet.

## Byggnader
Nationalbankens huvudkontor ligger på Strada Lipscani i stadsdelen Lipscani i centrala Bukarest. Byggnaden uppfördes mellan 1882 och 1889 och ses idag som ett historiskt monument. Den nya byggnaden på Strada Doamnei uppfördes 1942–1944 under ledning av arkitekten Ion Davidescu och har en nyantik arkitektur. 